# Paul Rabbering
Paul Rabbering (Etten-Leur, 29 januari 1979) is een Nederlandse radio-dj op NPO Radio 2. Sinds 2024 maakt hij daar zijn dagelijkse middagprogramma Paul!. Hij verwierf bekendheid door zijn middagprogramma RabRadio op NPO 3FM, dat hij tussen 2004 en 2016 presenteerde. 

## Carrière

### Radio Noordoostpolder
Eind 1992 nam Rabbering contact op met de lokale omroep Radio Noordoostpolder. Rabbering presenteerde aanvankelijk bij de lokale radio verschillende programma's: van serieuze jeugd-sportitems tot De Zinderende Zaterdagavond samen met Evert Poppen en Johan van Slooten. Later kreeg hij een eigen zaterdagavondprogramma Paul's Power Show. De KUT-mix over de Emmeloordse braderie leverde hem een schorsing op van 6 maanden. Daarna ging hij jingles produceren met behulp van het computerprogramma CoolEdit. Hij studeerde aan de School of Media in Zwolle.

### BNN
Sinds Rabbering begon bij de lokale radio heeft hij demo's gestuurd naar landelijke radiostations. In november 2000 kreeg Rabbering het bericht dat hij mocht deelnemen aan de dj-opleiding van Radio 538. Nog geen week later bood Sander de Heer hem namens BNN een baan aan. Bij BNN kon Rabbering ook stage lopen voor de opleiding journalistiek en kreeg hij de mogelijkheid zich te ontwikkelen tot dj. Bij BNN maakte hij alle vormgeving en deed hij voice-over-werk voor tv-programma's. In 2003 volgde een nachtprogramma op 3FM en in datzelfde jaar de radioversie van Top of the Pops op zondagmiddag.

### KRO
In de zomer van 2004 stapte hij over naar de KRO om van maandag tot en met vrijdag tussen 14:00 en 16:00 uur het programma RabRadio te gaan maken. Vanaf september 2010 maakte Rabbering op 3FM samen met presentatrice Sofie van den Enk elke zondagavond van 20:00 tot 22:00 uur het programma PS radio, een radioshow over liefde en relaties. Hierdoor kwam de vrijdaguitzending van RabRadio te vervallen. Ook heeft Paul voor deze omroep een televisieprogramma gepresenteerd, het kinderprogramma Baasjes op Nederland 3. Tevens is Paul de voice-over van het programma De Reünie.

### KRO-NCRV
Vanaf januari 2015 tot december 2017 presenteerde Rabbering op NPO Radio 2 op de zondag van 16:00 uur tot 18:00 uur een radioprogramma voor de fusie-omroep KRO-NCRV. Het programma Paul! richt zich op de zoektocht naar de grootste fan in Nederland van een bepaalde popgroep of artiest. Daarvoor viel hij al in voor de programma's Haandrikman pakt uit! en Helemaal Haandrikman.
Van februari t/m augustus 2018 presenteerde Paul, samen met Frank van 't Hof elke vrijdag tussen 20:00 uur en 22:00 uur de Paul & Frank op Vrijdagshow op NPO Radio 2.

### AVROTROS
Na het vertrek van Gerard Ekdom bij NPO Radio 2 werden Jan-Willem Roodbeen en Jeroen Kijk in de Vegte doorgeschoven naar het nieuwe ochtendprogramma Jan-Willem start op. Rabbering maakte de overstap naar AVROTROS, om per 2 juli 2018 van maandag tot en met donderdag van 22:00 uur tot 00:00 uur het programma Rabbering Laat te presenteren. Vanaf januari 2021 kreeg hij assistentie van sidekick Cielke Sijben.
Op 29 maart 2021 werd door NPO Radio 2 bekendgemaakt dat per 10 mei 2021 de nieuwe middagprogrammering van start ging. Rabbering zou vanaf 14 mei 2021 van vrijdag tot en met zondag tussen 14:00 en 16:00 uur samen met Cielke Sijben het nieuwe middagprogramma de VrijZaZo Show gaan presenteren. Derhalve werd de allerlaatste uitzending van Rabbering Laat op donderdag 6 mei 2021 uitgezonden. De VrijZaZo Show werd vanaf vrijdag 8 oktober 2021 vervangen door het programma PAUL!. Dit programma presenteert Rabbering zonder Cielke Sijben.
Na het vertrek van Gijs Staverman naar Radio 10 is PAUL! verplaatst naar maandag tot en met donderdag op hetzelfde tijdstip. Tevens presenteert hij elke vrijdagavond van tien tot middernacht 'Pauls 90s'. 
Eveneens presenteert Rabbering al enkele jaren de NPO Radio 2 Top 2000. In 2020 mocht hij de lijst afsluiten, door de hoogst genoteerde platen te draaien tot de jaarwisseling.

### Wie is de Mol?
In 2006/2007 deed Rabbering mee aan het televisieprogramma Wie is de Mol?. Hij bereikte de finale en doordat hij als enige van de overgebleven kandidaten actrice Inge Ipenburg als "de Mol" aanwees, werd hij tot winnaar uitgeroepen. Hij won hierdoor de geldpot van € 17.300, terwijl hij eigenlijk in de derde aflevering naar huis had gemoeten. Hij kreeg echter een speciale opdracht en keerde terug in het spel, met de uiteindelijke winst tot gevolg.

### 3FM Serious Request
Van 19 tot en met 24 december 2008 werd Rabbering, samen met collega-dj's Giel Beelen en Coen Swijnenberg, voor de NPO 3FM-actie 3FM Serious Request opgesloten in het Glazen Huis in Breda. In 2013 ging Rabbering van 18 tot en met 24 december voor de tweede maal het Glazen Huis in, dat dat jaar in Leeuwarden stond. In 2015 ging Rabbering voor de derde maal het Glazen Huis in, nu in Heerlen.

## Trivia
- Rabbering heeft een racelicentie en is enige tijd met een BMW 3-serie actief geweest in de rallysport.
- Rabberings bril was regelmatig het doelwit van spot. De bril was inmiddels een vast onderdeel tijdens "Holy Moly wat zit er onder het folie?", onderdeel van het programma van Gerard Ekdom, Effe Ekdom op NPO 3FM. Luisteraars konden dan vragen stellen aan de diskjockeys tijdens het wekelijkse NPO 3FM dj-overleg.
- In april 2012 werd bekend dat Rabbering een relatie heeft met zangeres Krystl. Op 23 april 2018 is bekendgemaakt dat de relatie over is.[4]
- Op witte donderdag 29 maart 2018 speelde hij in de rol van discipel mee in The Passion op NPO 1.